# 500 Milhas de Indianápolis de 1957
Resultados da quadragésima primeira edição das 500 Milhas de Indianápolis realizadas no Indianapolis Motor Speedway a 30 de maio de 1957, valendo também como terceira etapa do mundial de Fórmula 1. O vencedor foi o norte-americano Sam Hanks.

## Resumo
Durante os treinos livres para a corrida o norte-americano Keith Andrews perdeu o controle do carro e bateu no muro à 15 de maio numa velocidade superior a 200km/h. Tal foi o impacto que o piloto morreu instantaneamente ao quebrar o pescoço.

## Classificação da prova

### Treino classificatório
| Pos. | Nº | Piloto            | Equipe                         | Chassi                | Motor                | Pneu | Tempo    | Diferença |
| ---- | -- | ----------------- | ------------------------------ | --------------------- | -------------------- | ---- | -------- | --------- |
| 1    | 12 | Pat O'Connor      | Ansted Rotary                  | Kurtis Kraft 500G     | Offenhauser L4 4.5   | F    | 1'02"522 |           |
| 2    | 88 | Eddie Sachs       | Peter Schmidt                  | Kuzma Indy Roadster   | Offenhauser L4 c 3.0 | F    | 1'02"556 | "034      |
| 3    | 52 | Troy Ruttman      | John Zink                      | Watson Indy Roadster  | Offenhauser L4 4.5   | F    | 1'03"038 | "516      |
| 4    | 14 | Fred Agabashian   | Bowes Seal Fast/Bignotti       | Kurtis Kraft 500G     | Offenhauser L4 4.5   | F    | 1'03"132 | "610      |
| 5    | 6  | Johnny Boyd       | Bowes Seal Fast/Bignotti       | Kurtis Kraft 500G     | Offenhauser L4 4.5   | F    | 1'03"335 | "813      |
| 6    | 5  | Jimmy Reece       | Hoyt Machine/Fred Sommer       | Kurtis Kraft 500C     | Offenhauser L4 4.5   | F    | 1'03"378 | "856      |
| 7    | 83 | Ed Elisian        | McNamara/Kalamazoo Sports      | Kurtis Kraft 500D     | Offenhauser L4 4.5   | F    | 1'03"480 | "958      |
| 8    | 16 | Al Keller         | Bardahl/Pat Clancy             | Kurtis Kraft 500G     | Offenhauser L4 4.5   | F    | 1'03"650 | 1"128     |
| 9    | 23 | Elmer George      | Travelon Trailer / Ernest Ruiz | Kurtis Kraft 500B     | Offenhauser L4 4.5   | F    | 1'03"952 | 1"430     |
| 10   | 54 | Paul Russo        | Novi Racing                    | Kurtis Kraft 500F     | Novi L8 c 3.0        | F    | 1'04"147 | 1"625     |
| 11   | 10 | Johnny Thomson    | D-A Lubricants Racing          | Kuzma Indy Roadster   | Offenhauser L4 4.5   | F    | 1'04"705 | 2"183     |
| 12   | 73 | Andy Linden       | McNamara/Kalamazoo Sports      | Kurtis Kraft 500G     | Offenhauser L4 4.5   | F    | 1'04"830 | 2"308     |
| 13   | 9  | Sam Hanks         | Belond Exhaust/George Salih    | Epperly Indy Roadster | Offenhauser L4 4.5   | F    | 1'05"020 | 2"498     |
| 14   | 22 | Gene Hartley      | Massaglia Hotels               | Lesovsky ??           | Offenhauser L4 4.5   | F    | 1'05"707 | 3"185     |
| 15   | 1  | Jimmy Bryan       | Dean Van Lines                 | Kuzma Indy Roadster   | Offenhauser L4 4.5   | F    | 1'05"745 | 3"223     |
| 16   | 7  | Bob Veith         | Bob Estes                      | Phillips ???          | Offenhauser L4 4.5   | F    | 1'05"822 | 3"300     |
| 17   | 18 | Johnnie Parsons   | Sumar/Chapman Root             | Kurtis Kraft 500G     | Offenhauser L4 4.5   | F    | 1'05"928 | 3"406     |
| 18   | 77 | Mike Magill       | Dayton Steel Foundry           | Kurtis Kraft 500G     | Offenhauser L4 c 3.0 | F    | 1'06"097 | 3"575     |
| 19   | 19 | Jack Turner       | Bardahl/Pat Clancy             | Kurtis Kraft 500G     | Offenhauser L4 4.5   | F    | 1'06"117 | 3"595     |
| 20   | 43 | Eddie Johnson     | H.A. Chapman                   | Kurtis Kraft 500G     | Offenhauser L4 4.5   | F    | 1'06"207 | 3"685     |
| 21   | 3  | Don Freeland      | Ansted Rotary                  | Kurtis Kraft 500D     | Offenhauser L4 4.5   | F    | 1'06"447 | 3"925     |
| 22   | 27 | Tony Bettenhausen | Novi Racing                    | Kurtis Kraft 500F     | Novi L8 c 3.0        | F    | 1'07"185 | 4"663     |
| 23   | 31 | Bill Cheesbourg   | Schildmeier Seal/Donaldson     | Kurtis Kraft 500G     | Offenhauser L4 c 3.0 | F    | 1'07"575 | 5"053     |
| 24   | 8  | Rodger Ward       | Roger Wolcott                  | Lesovsky ??           | Offenhauser L4 c 3.0 | F    | 1'07"685 | 5"163     |
| 25   | 82 | Chuck Weyant      | Central Excavating/Pete Salemi | Kuzma Indy Roadster   | Offenhauser L4 4.5   | F    | 1'07"782 | 5"260     |
| 26   | 55 | Eddie Russo       | Sclavi & Amos                  | Kurtis Kraft 500C     | Offenhauser L4 4.5   | F    | 1'07"892 | 5"370     |
| 27   | 92 | Don Edmunds       | Roy McKay                      | Kurtis Kraft 500G     | Offenhauser L4 c 3.0 | F    | 1'08"080 | 5"558     |
| 28   | 48 | Marshall Teague   | Sumar/Chapman Root             | Kurtis Kraft 500D     | Offenhauser L4 4.5   | F    | 1'08"135 | 5"613     |
| 29   | 57 | Jimmy Daywalt     | Helse / H.H. Johnson           | Kurtis Kraft 500C     | Offenhauser L4 4.5   | F    | 1'08"192 | 5"670     |
| 30   | 89 | Al Herman         | Dunn Engineering               | Dunn ???              | Offenhauser L4 4.5   | F    | 1'08"282 | 5"760     |
| 31   | 28 | Johnnie Tolan     | Greenman-Casale                | Kuzma Indy Roadster   | Offenhauser L4 4.5   | F    | 1'08"357 | 5"835     |
| 32   | 26 | Jim Rathmann      | Chiropractic/Lindsey Hopkins   | Epperly Indy Roadster | Offenhauser L4 4.5   | F    | 1'08"375 | 5"853     |
| 33   | 95 | Bob Christie      | Jones & Maley Cars             | Kurtis Kraft 500C     | Offenhauser L4 4.5   | F    | 1'08"387 | 5"865     |

### Corrida
| Pos. | Nº | Piloto            | Equipe                         | Chassi                | Motor                | Pneu | Voltas | Tempo                            | Grid | Pontos |
| ---- | -- | ----------------- | ------------------------------ | --------------------- | -------------------- | ---- | ------ | -------------------------------- | ---- | ------ |
| 1    | 9  | Sam Hanks         | Belond Exhaust/George Salih    | Epperly Indy Roadster | Offenhauser L4 4.5   | F    | 200    | 3h 41m 14s 250ms (218.209 km/h)  | 13   | 8      |
| 2    | 26 | Jim Rathmann      | Chiropractic/Lindsey Hopkins   | Epperly Indy Roadster | Offenhauser L4 4.5   | F    | 200    | 3h 41m 35s 711ms (+21s 461ms)    | 32   | 7      |
| 3    | 1  | Jimmy Bryan       | Dean Van Lines                 | Kuzma Indy Roadster   | Offenhauser L4 4.5   | F    | 200    | 3h 43m 28s 220ms (+2m 13s 970ms) | 15   | 4      |
| 4    | 54 | Paul Russo        | Novi Racing                    | Kurtis Kraft 500F     | Novi L8 c 3.0        | F    | 200    | 3h 44m 11s 110ms (+2m 56s 860ms) | 10   | 3      |
| 5    | 73 | Andy Linden       | McNamara/Kalamazoo Sports      | Kurtis Kraft 500G     | Offenhauser L4 4.5   | F    | 200    | 3h 44m 28s 520ms (+3m 14s 270ms) | 12   | 2      |
| 6    | 6  | Johnny Boyd       | Bowes Seal Fast/Bignotti       | Kurtis Kraft 500G     | Offenhauser L4 4.5   | F    | 200    | 3h 45m 49s 520ms (+4m 35s 270ms) | 5    |        |
| 7    | 48 | Marshall Teague   | Sumar/Chapman Root             | Kurtis Kraft 500D     | Offenhauser L4 4.5   | F    | 200    | 3h 45m 59s 830ms (+4m 45s 580ms) | 28   |        |
| 8    | 12 | Pat O'Connor      | Ansted Rotary                  | Kurtis Kraft 500G     | Offenhauser L4 4.5   | F    | 200    | 3h 46m 47s 400ms (+5m 33s 150ms) | 1    |        |
| 9    | 7  | Bob Veith         | Bob Estes                      | Phillips ???          | Offenhauser L4 4.5   | F    | 200    | 3h 47m 31s 360ms (+6m 17s 110ms) | 16   |        |
| 10   | 22 | Gene Hartley      | Massaglia Hotels               | Lesovsky ??           | Offenhauser L4 4.5   | F    | 200    | 3h 48m 24s 370ms (+7m 10s 120ms) | 14   |        |
| 11   | 19 | Jack Turner       | Bardahl/Pat Clancy             | Kurtis Kraft 500G     | Offenhauser L4 4.5   | F    | 200    | 3h 49m 10s 320ms (+7m 56s 070ms) | 19   |        |
| 12   | 10 | Johnny Thomson    | D-A Lubricants Racing          | Kuzma Indy Roadster   | Offenhauser L4 4.5   | F    | 199    |                                  | 11   |        |
| 13   | 95 | Bob Christie      | Jones & Maley Cars             | Kurtis Kraft 500C     | Offenhauser L4 4.5   | F    | 197    |                                  | 33   |        |
| 14   | 82 | Chuck Weyant      | Central Excavating/Pete Salemi | Kuzma Indy Roadster   | Offenhauser L4 4.5   | F    | 196    |                                  | 25   |        |
| 15   | 27 | Tony Bettenhausen | Novi Racing                    | Kurtis Kraft 500F     | Novi L8 c 3.0        | F    | 195    |                                  | 22   |        |
| 16   | 18 | Johnnie Parsons   | Sumar/Chapman Root             | Kurtis Kraft 500G     | Offenhauser L4 4.5   | F    | 195    |                                  | 17   |        |
| 17   | 3  | Don Freeland      | Ansted Rotary                  | Kurtis Kraft 500D     | Offenhauser L4 4.5   | F    | 192    |                                  | 21   |        |
| 18   | 5  | Jimmy Reece       | Hoyt Machine/Fred Sommer       | Kurtis Kraft 500C     | Offenhauser L4 4.5   | F    | 182    | Acelerador                       | 6    |        |
| 19   | 92 | Don Edmunds       | Roy McKay                      | Kurtis Kraft 500G     | Offenhauser L4 c 3.0 | F    | 170    | Rotação                          | 27   |        |
| 20   | 28 | Johnnie Tolan     | Greenman-Casale                | Kuzma Indy Roadster   | Offenhauser L4 4.5   | F    | 138    | Embreagem                        | 31   |        |
| 21   | 89 | Al Herman         | Dunn Engineering               | Dunn ???              | Offenhauser L4 4.5   | F    | 111    | Colisão                          | 30   |        |
| 22   | 14 | Fred Agabashian   | Bowes Seal Fast/Bignotti       | Kurtis Kraft 500G     | Offenhauser L4 4.5   | F    | 107    | Fuga de gasolina                 | 4    |        |
| 23   | 88 | Eddie Sachs       | Peter Schmidt                  | Kuzma Indy Roadster   | Offenhauser L4 c 3.0 | F    | 105    | Motor                            | 2    |        |
| 24   | 77 | Mike Magill       | Dayton Steel Foundry           | Kurtis Kraft 500G     | Offenhauser L4 c 3.0 | F    | 101    | Colisão                          | 18   |        |
| 25   | 43 | Eddie Johnson     | H.A. Chapman                   | Kurtis Kraft 500G     | Offenhauser L4 4.5   | F    | 93     | Rolamento de roda                | 20   |        |
| 26   | 31 | Bill Cheesbourg   | Schildmeier Seal/Donaldson     | Kurtis Kraft 500G     | Offenhauser L4 c 3.0 | F    | 81     | Fuga de gasolina                 | 23   |        |
| 27   | 16 | Al Keller         | Bardahl/Pat Clancy             | Kurtis Kraft 500G     | Offenhauser L4 4.5   | F    | 75     | Colisão                          | 8    |        |
| 28   | 57 | Jimmy Daywalt     | Helse / H.H. Johnson           | Kurtis Kraft 500C     | Offenhauser L4 4.5   | F    | 53     | Colisão                          | 29   |        |
| 29   | 83 | Ed Elisian        | McNamara/Kalamazoo Sports      | Kurtis Kraft 500D     | Offenhauser L4 4.5   | F    | 51     | Caixa de velocidades             | 7    |        |
| 30   | 8  | Rodger Ward       | Roger Wolcott                  | Lesovsky ??           | Offenhauser L4 c 3.0 | F    | 27     | Compressor                       | 24   |        |
| 31   | 52 | Troy Ruttman      | John Zink                      | Watson Indy Roadster  | Offenhauser L4 4.5   | F    | 13     | Superaquecimento                 | 3    |        |
| 32   | 55 | Eddie Russo       | Sclavi & Amos                  | Kurtis Kraft 500C     | Offenhauser L4 4.5   | F    | 0      | Colisão                          | 26   |        |
| 33   | 23 | Elmer George      | Travelon Trailer / Ernest Ruiz | Kurtis Kraft 500B     | Offenhauser L4 4.5   | F    | 0      | Colisão                          | 9    |        |